# Brassy (Nièvre)
 Brassy  es una población y comuna francesa, situada en la región de Borgoña, departamento de Nièvre, en el distrito de Clamecy y cantón de Lormes.

## Demografía
| 851 | 774 | 693 | 637 | 569 | 574 |
| Para los censos de 1962 a 1999 la población legal corresponde a la población sin duplicidades (Fuente: INSEE [Consultar]) |     |     |     |     |     |